# 左樹燮
左樹燮（1875年—?），湖北應山人，中華民國政治人物。
早年留学日本，毕业于早稻田大学，於民國三年（1914年）由福建巡按使許世英派為金門籌辦設置委員，後為首任金門縣知事（1915年1月1日－1918年1月），後又回任（1920年5月－1922年9月），共計擔任金門縣知事一職有六年左右。